# Borghetto (Tuoro sul Trasimeno)
Borghetto è una frazione del comune di Tuoro sul Trasimeno (PG).
La frazione si trova sull'insenatura nord-ovest del lago Trasimeno, a 259 m s.l.m., in direzione di Castiglione del Lago; secondo i dati Istat del censimento del 2001, gli abitanti sono 258. Da qui passa la strada statale 71.

## Storia

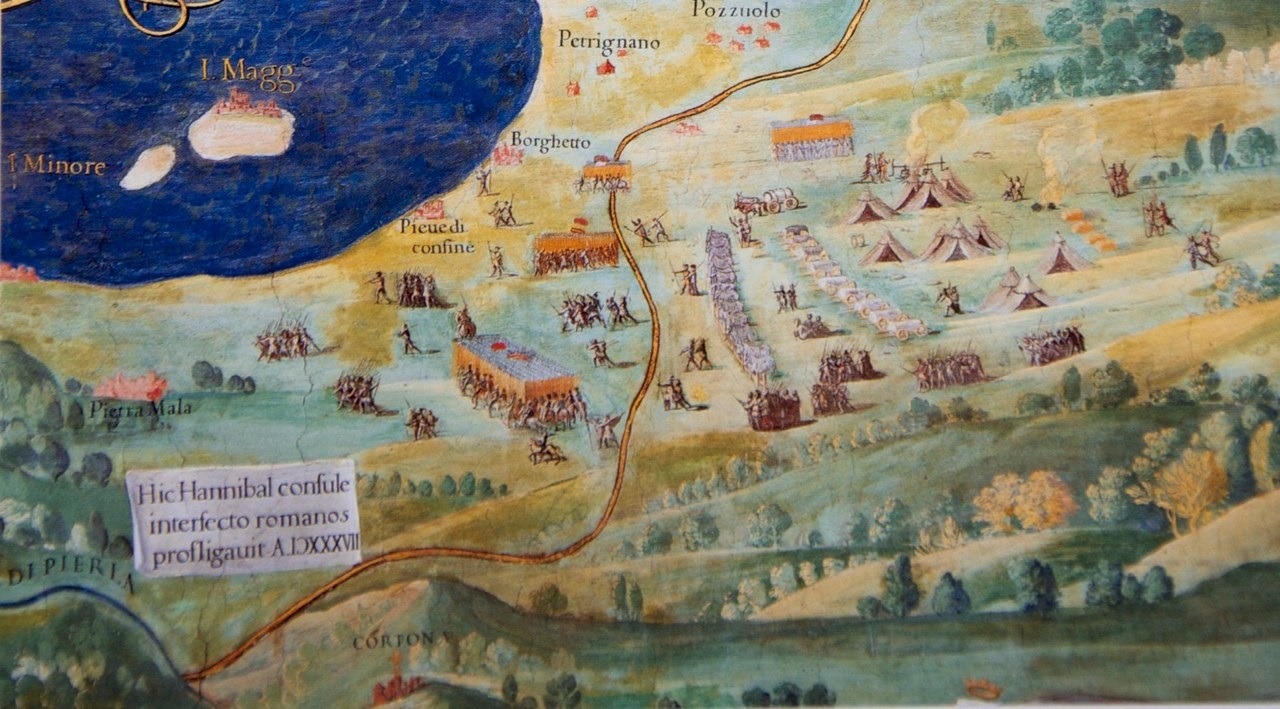
Borghetto durante la battaglia del lago Trasimeno (Galleria delle carte geografiche dei Musei Vaticani)

Per quanto concerne la preistoria, alcuni strumenti in pietra lavorata furono reperiti in zona: si tratta di amigdali del Tardo Acheulano, risalenti a circa 200.000 anni fa.
Il primo nucleo abitato risale all'età etrusco-romana: i resti si trovano in località Puntabella.
Da qui passarono nel 217 a.C. le legioni romane di Gaio Flaminio Nepote che, provenendo dalla Val di Chiana, si apprestavano a combattere contro il cartaginese Annibale, nella famosa battaglia del Trasimeno.
In località Badiaccia, nelle vicinanze del monastero benedettino di San Martino della Vena, si doveva trovare l'abitato più antico: il complesso risale al XII secolo e dipendeva dall'abbazia di Farneta (dunque, diocesi aretina). Il villaggio di Borgonuovo, non ancora fortificato, viene nominato in alcuni documenti della metà del XIII secolo; nel 1385, una decisione dei magistrati perugini impone la fortificazione del paese, a difesa dei territori perugini in contesa con i cortonesi.
Il signore locale fu Alessandro Sforza Pallavicini.
A partire dall'inizio del XV secolo e per ben cinque secoli, l'innalzamento del livello lacustre (circa tre metri in più) portò le acque a lambire le mura castellane, invadendo a volte anche il monastero e la piazza, oltre all'abitato.
Nel 1566 Borghetto è citato nel documento di Papa Pio V, detto la Cedola o legge del lago: esso è uno degli otto porti di pesca, con la torre del castello usata come prigione.
Trovandosi alla frontiera prima di Perugia e poi dello Stato Pontificio, non fu mai un luogo sicuro: la nomea era quella di un paese di contrabbandieri e malfattori.

## Economia e manifestazioni
La presenza del lago ha permesso lo sviluppo di un'attività turistica legata alla balneazione.
Ogni anno, alla fine di giugno, vi si svolge la Sagra del pesce, dove si cucinano le specie ittiche locali.
Sono presenti delle stazioni di sollevamento idriche che servono per l'irrigazione dei campi agricoli circostanti.

## Monumenti e luoghi d'interesse

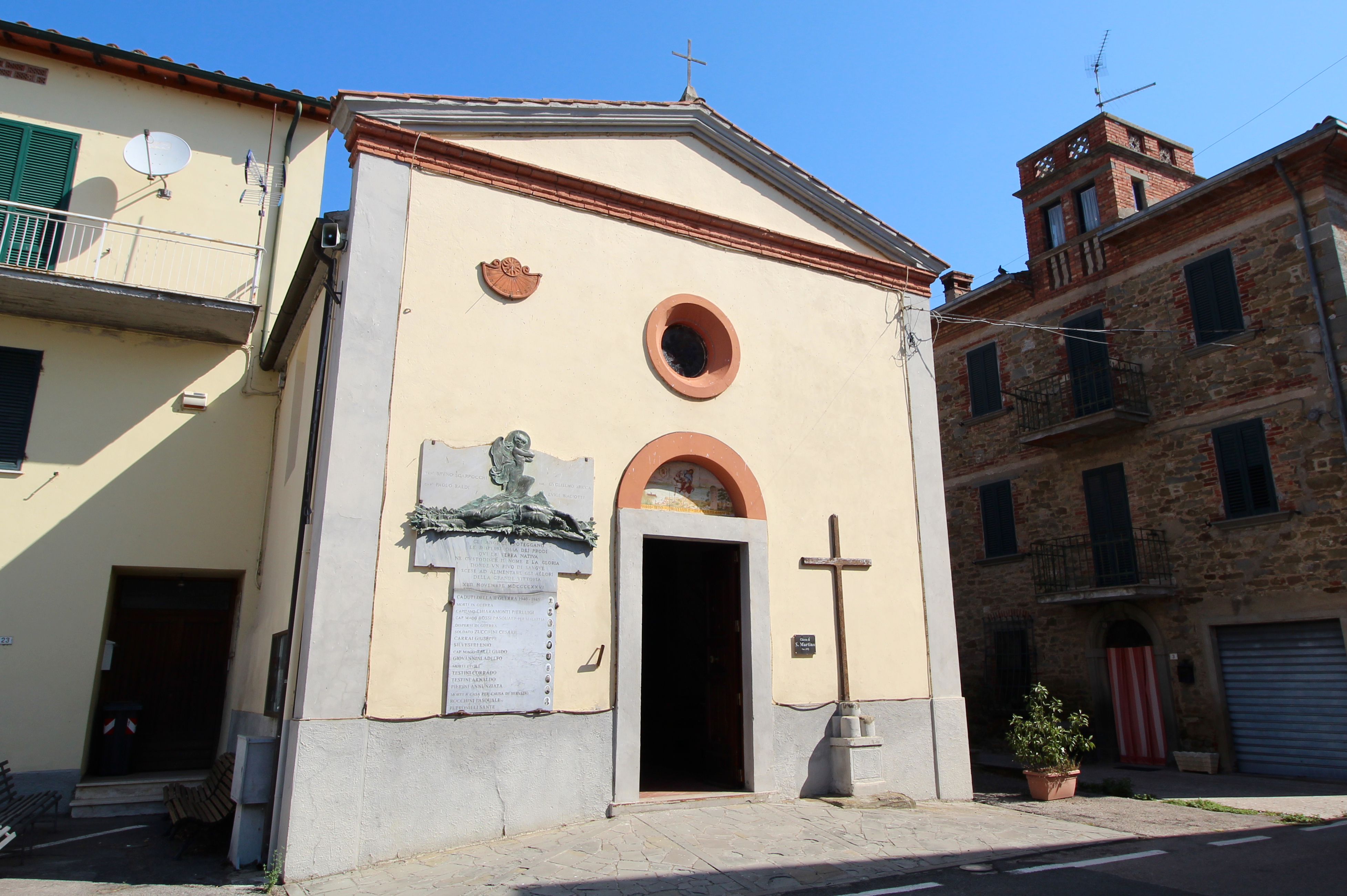
La chiesa di San Martino

- Chiesa di S. Martino (XIV secolo), contiene un affresco dell'inizio Quattrocento
- Torre medievale, resto del castello, posta sulla sponda del lago
- Resti delle mura e quattro torri
- Rovine del monastero benedettino di Badiaccia

## La vicina Toscana
Borghetto si trova al confine fra Toscana e Umbria (segnalato dal sottopasso del Raccordo PG-AR-SI)